# Ursula Schultze-Bluhm
Ursula Schultze-Bluhm (17 de novembro de 1921 - 9 de abril de 1999), também conhecida como Ursula, foi uma pintora alemã.
Em 1979 participou na Bienal de Sydney.
O seu trabalho está incluído nas colecções dos Museus de Belas Artes de São Francisco, do Museu Ludwig de Colónia e do Museu Fur Moderne Kunst em Frankfurt, Alemanha.
Schultze-Bluhm faleceu em Colónia em 1999.

## Vida pessoal
Casou-se com Bernard Schultze em 1955.